# Bitwa nad Rodanem (218 p.n.e.)
Bitwa nad Rodanem – starcie zbrojne, które miało miejsce w roku 218 p.n.e.
Wiosną 218 p.n.e. Hannibal wyruszył z Hiszpanii w kierunku wschodnim na czele armii liczącej 90 000 piechoty, 12 000 jazdy i 37 słoni bojowych. Po drodze pozostawił ponad 20 000 ludzi (w tym 12 000 Iberów) pod wodzą swojego siostrzeńca Hannona do obrony zdobytych terenów nad rzeką Ebro. Następnie na czele 50 000 piechoty i 9 000 jazdy przekroczył Pireneje, wkraczając na tereny plemion galijskich nad rzeką Rodan. Kartagińczycy rozpoczęli przeprawę na drugą stronę rzeki, wykorzystując m.in. łodzie zakupione u zaprzyjaźnionych tubylców. Po drugiej stronie rzeki zebrali się tymczasem wrodzy Kartagińczykom Galowie a także wspomagające ich nieliczne oddziały Rzymskie, starające się nie dopuścić przeciwnika do przeprawy. Kartagińczycy wykorzystując miejscowych przewodników znaleźli w końcu dogodne miejsca do przeprawy, a po przekroczeniu rzeki skierowali się nocą naprzeciw stanowisk Galów. Gdy wczesnym rankiem następnego dnia przeprawę rozpoczęły główne siły kartagińskie, Galowie i Rzymianie rozpoczęli atak. W tej chwili na atakujących uderzyły uprzednio przeprawione wojska Kartagińczyków, które zaatakowały obóz Galów. Równocześnie główne siły Hannibala uderzyły od strony rzeki rozpraszając całkowicie przeciwnika. Po zwycięstwie Hannibal przeprawił całą armię przez rzekę, w tym słonie, kierując się w stronę Alp.